# 库尔德宁镇
库尔德宁镇，是中华人民共和国新疆维吾尔自治区伊犁哈萨克自治州巩留县下辖的一个乡镇级行政单位。
2013年1月24日，新疆维吾尔自治区人民政府批复同意撤销莫乎尔乡建制，设立库尔德宁镇。

## 行政区划
库尔德宁镇下辖以下地区：
莫乎尔村、库热村、塔克尔吐别克村、塔斯布拉克村、阔克巴克村、阔克塔力村和阿热勒村。